# Chiesa dei Santi Ermacora e Fortunato (Roiano)
La chiesa dei Santi Ermacora e Fortunato è la parrocchiale di Roiano, frazione di Trieste, in provincia e diocesi di Trieste; è sede dell'omonimo decanato.

## Storia
Anticamente a Roiano sorgeva una chiesetta dedicata a San Pietro, nelle cui vicinanze fu costruita nel XVIII secolo la nuova chiesa dei Santi Teresa, Sebastiano e Rocco.
Nel XIX secolo, con l'aumentare della popolazione, si decise di edificare una nuova chiesa, più grande.
Nella seconda metà dell'Ottocento il Comune di Trieste decise di erigere tre chiese nei rioni a più alta espansione edilizia e tra questi quello di Roiano. A tal fine incaricò l'architetto Francesco Catolla di elaborare il progetto definitivo (1855) e l'architetto Giuseppe Bernardi, dipendente dell'Ispezione Civica Edile, della stesura modificata di quello esecutivo, consegnato nel 1857. La costruzione, resa complessa dalla confluenza sul sito di quattro torrenti, iniziò l'anno successivo e impegnò numerose maestranze per oltre quattro anni.
La chiesa fu consacrata dal Vescovo Bartolomeo Legat domenica 13 luglio 1862, il giorno seguente la festività dei Santi Ermacora e Fortunato martiri aquileiesi, ritenuti primi evangelizzatori della regione, a cui è dedicata.
L'edificio, a croce latina, misura internamente 48,70 m di lunghezza, 29,40 m di larghezza per una superficie utile complessiva di circa 846 mq e 18,30 m di altezza. È caratterizzata da una facciata a portale unico e campanile posteriore. Lo stile è neogotico. La facciata, sulla cui sommità è posta un'edicola con la statua di S. Ermacora, opera dello scultore triestino Giovanni Depaul (1825-1918), precede l'unica navata ai lati della quale si aprono due bracci poligonali. A destra, l'altare dedicato all'Immacolata Concezione, le tombe delle famiglie Vassal e la Cappella del Santissimo; a sinistra, l'altare di San Pietro e la sacrestia. In fondo, il presbiterio, anch'esso poligonale, l'altare maggiore dedicato ai Santi Ermacora e Fortunato patroni della chiesa, contornato da grandi tempere di autore ignoto, raffiguranti i quattro evangelisti e tre vetrate istoriate raffiguranti la Santissima Trinità opera dell'artista Arrigo Poz (1929-) ed eseguite dall'invetriatore Alessandro De Santis (1967-).
A sinistra dell'ingresso principale si trova il battistero, ora non più utilizzato, con le pareti decorate a tempera firmate "P.V. Pitscheider faceva 8.6.1940-XVIII."
L'organo, ad una tastiera e a trasmissione meccanica, è collocato in cantoria sopra l'ingresso principale. Fu costruito da Giovanni Tonoli nel 1862 utilizzando parte delle canne dello strumento realizzato da Francesco Dacci per la cattedrale di San Giusto, (1780). Chiuso in una cassa neogotica, ha prospetto a tre cuspidi di 19 canne appartenenti al registro chiamato "Principale". Tastiera cromatica di 58 tasti (DO1-LA5); pedaliera a leggio di 18 pedali (DO1-LA2) con prima ottava "corta", costantemente unita alla tastiera. Registri azionati da manette ad incastro disposte su due file a destra dell'organista. È stato restaurato dalla ditta Mascioni nel 2005.
Alle pareti della navata la Via Crucis, composta da quattordici dipinti, olio su tela, donata alla chiesa nel 1861 dai pittori Carlo e Domenico Acquaroli, ed attribuite al pittore Giovanni Luigi Rose (1806-1884).
All'esterno si trova l'edicola marmorea recante l'immagine della Madonna con Bambino proveniente dal monumento funerario di Sofia Vassal originariamente ubicato nel Lazzaretto di Santa Teresa.
L'ultimo restauro, effettuato ad opera del Comune di Trieste negli anni 2003-2004 su progetto e direzione lavori dell'architetto Enzo Angiolini (1953-), è stato finalizzato, oltre che alla manutenzione straordinaria dell'intera struttura, anche al recupero di opere artistiche che sono state riportate allo splendore originale.